# Thanatus altimontis
Thanatus altimontis es una especie de araña cangrejo del género Thanatus, familia Philodromidae. Fue descrita científicamente por Gertsch en 1933.

## Distribución
Esta especie se encuentra en México y los Estados Unidos.